# Pionopsitta
Pionopsitta là một chi chim trong họ Psittacidae.